# Guadalupe Virginia Nevárez Moorillón
Guadalupe Virginia Nevárez Moorillón (Durango, Dgo., 22 de noviembre de  1963 (61 años) es una química bacterióloga y parasitóloga mexicana, destacada por sus contribuciones en la ciencia y tecnología en el país. 
Fue correceptora del Premio Chihuahua en 1999 en Área de Tecnología y en el 2011 en el área de Ciencias Biológicas, así como del Premio Nacional en Ciencia y Tecnología de Alimentos, en la Categoría
Profesional en Ciencia de Alimentos otorgado por Industria Mexicana de Coca-Cola y el Consejo Nacional de Ciencia y Tecnología. Así mismo ha sido viceperesidenta y presidenta de la Asociación Mexicana de Ciencias de los Alimentos. 
Actualmente es catedrática-investigadora de la Facultad de Ciencias Químicas de la Universidad Autónoma de Chihuahua, miembro del Sistema Nacional de Investigadores (SNI) nivel II y miembro de la Academia Mexicana de Ciencias. 

## Biografía
Egresada de la carrera de Químico Bacteriólogo Parasitólogo, que cursó en la Facultad de Ciencias Químicas, de la Universidad Autónoma de Chihuahua. A su egreso de la licenciatura se integró como catedrática de la Facultad impartiendo temas relacionados con la microbiología. Posteriormente realizó sus estudios de doctorado, por la Universidad del Norte de Texas en Estados Unidos, bajo la supervisión del Dr. Roland Vela-Múzquiz; en 1995 se le otorgó el grado de PH.D. con especialidad en Biología. 
Durante sus estudios en la Universidad del Norte de Texas fue nominada a los, por la Universidad para el otorgamiento del "Who's Who Among Students in American Universities & Colleges" (1993-1994) y nominada al "National Award Winner" (1994), auspiciado por la Academia de Logros de los Estados Unidos, por el l Dr. Gerard O'Donovan, director del Departamento de Biología de la University of North Texas.
A su regreso a México, se incorporó al programa de Maestría en Ciencias en Ciencia y Tecnología de Alimentos en su Alma Mater, un programa que cuenta con una gran trayectoria a nivel nacional, en donde ha ofertado clases de Inocuidad Alimentaria, Microbiología de Alimentos y Antimicrobianos Naturales en alimentos. Ha desarrollado trabajo en el área de Inocuidad Alimentaria, en la calidad microbiológica del queso Chihuahua, en estudios de bioprotección y de caracterización de la microbiota y de sus características sensoriales.Posteriormente se incorporó al programa de Biotecnología, en donde ha desarrollado diversas investigaciones relacionados con la microbiología ambiental, en donde, entre otros temas, ha propuesto el uso de bacterias multirresistentes en suelo y agua, como mejores indicadores de contaminación y urbanización. Así mismo lleva estudios relacionados con la microbiología predictiva, evaluación y diseño racional de agentes antimicrobianos y estudios de ecología microbiana.
La función de investigación la ha realizado en conjunto con la formación de recursos humanos de alto nivel, de manera que ha titulado a más de 30 estudiantes de licenciatura, más de 40 estudiantes de maestría y más de 10 estudiantes de doctorado.  Como resultado de su trabajo científico, ha publicado más de cincuenta y seis artículos y capítulos en revistas o libros arbitrados y ha editado cuatro libros. Es además, revisora de revistas científicas, incluyendo World Journal of Microbiology and Biotechnology, Food Processing and Biotechnology, Industrial Crops, entre otras. También ha participado en la evaluación de proyectos de investigación en convocatorias de CONACYT, CIAD y la Agencia de Investigación de Holanda.

## Investigaciones

### Ciencia y Biotecnología de los Alimentos

#### Denominación de Origen del Queso Chihuahua
La Dra. Nevárez-Moorillón ha llevado a cabo investigaciones sobre el proceso de producción e ingredientes del queso Chihuahua, así mismo ha llevado pruebas sensoriales y estudios enfocados en la presencia y/o ausencia de microorganismos, con el fin de conocer las fisicoquímicas y microbiológicas benéficas para los consumidores.
El trabajo realizado son su equipo de investigación ha tomado muestras de diversas queserías operadas por la comunidad menonita o por industriales chihuahuenses que tienen procesos tradicionales de elaboración. Así mismo las muestras se han tomado en diferentes etapas de producción y en diferentes épocas del año, así como con leche pasteurizada y sin pasteurizar, con el objetivo de analizar la permanencia de las bacterias lácticas en el queso, la relación entre la alimentación del ganado con las pruebas sensoriales, factores de proceso e instalaciones, etcétera.
La aportación científica de sus investigaciones trascienden a las aportaciones culturales con la futura denominación de origen del Queso Chihuahua, pues el queso Chihuahua es una aportación cultural de la comunidad menonita, la cual está compuesta por inmigrantes de Canadá y Europa que llegaron a México en 1922 y se asentaron en el norte del país. Además de que con esta denominación se pretende evitar la competencia desleal de productores que venden un queso con el mismo nombre pero sin pasar por los procesos de calidad establecidos.

### Microbiología y Biotecnología Ambiental

#### Bioremediación de suelos y aguas contaminadas con hidrocarburos y metales pesados
Los hidrocarburos derivados del petróleo están entre los contaminantes más persistentes del suelo y el agua. El trabajo de la Dra. Nevárez-Moorillón se ha centrado en identificar cepas bacterianas productoras de biosurfactantes para aumentar la biodisponibilidad y la degradación de hidrocarburos, un proceso conocido como biorremediación. En un estudio del 2010 el grupo de trabajo de la Dra. Nevárez se aislaron un total de 324 cepas bacterianas aisladas de sitios contaminados, en donde 17 cepas presentaron tener la capacidad de degradación de hidrocarburos. Entre las cepas se encontraron especies de Pseudomonas, Acinetobacter, Bacillus y Rhodococcus. En el 2015 el grupo de trabajo publican un capítulo de libro en donde identifican 12 bacterias y 14 levaduras productoras de biosurfactantes.
Los estudios de Biorremediación del grupo de trabajo también se han centrado en la identificación de microorganismos capaces de biorremediar suelos contaminados cromo, hierro, cobre y plomo.

#### Identificación de biodiversidad microbiana
Los trabajos de la Dra. Nevárez-Moorillón en esta área se han centrado en la identificación de microorganismos extremófilos presentes en ambientes extremos con amplio interés para la bioprospección de microorganismos de interés taxonómico, investigación de bioremediación y aplicaciones en la industria.  Sus trabajos se han centrado en la biosprospección en zonas contaminadas de jales mineros y cavernas, principalmente en las Grutas de Nombre de Dios presentes en Chihuahua, Chih.

### Productos naturales y agentes antimicrobianos

#### Aceites esenciales y compuestos terpénicos
Los proyectos del grupo de investigación de la Dra. Nevárez se enfoca en la búsqueda de compuestos naturales con actividad antimicrobiana, centrándose principalmente en fitoquímicos. La aportación científica de sus trabajos en el área se centran en la actividad antibacteriana, antifúngica y antiparasitaria de compuestos terpénicos y aceites esenciales extraídos de diversas plantas. 
Gran parte de los trabajos realizados por el equipo de investigación se han centrado en el uso de aceite esencial de orégano mexicano (Lippia berlandieri Schauer) y otras especies de plantas como agentes antimicrobianos, así como agentes antioxidantes y protectores de alimentos. Así mismo ha dirigido y colaborado en investigaciones enfocadas en el potencial uso de los aceites esenciales y sus constituyentes como agentes farmacológicos. Estas investigaciones fueron galardonadas en el 2011 por el Premio Chihuahua 2011 en Ciencias Biológicas y han recibido diversas menciones por parte de la Asociación Mexicana de Farmacología y la Sociedad Química de México.   

## Reconocimientos y premios
- Nominación por la Universidad del Norte de Texas, para el otorgamiento del "Who's Who Among Students in American Universities & Colleges" para el año Académico 1993- 1994. 8 de abril de 1994.

- Nominación por el Dr. Gerard O'Donovan, director del Departamento de Biología de la Universidad del Norte de Texas, para el otorgamiento del "National Award Winner", auspiciado por la Academia de Logros de Estados Unidos. Diciembre de 1994.

- Premio Chihuahua 1999. Área de Tecnológicas. Con el proyecto “Bacterias que degradan plaguicidas”. En coautoría con Ponce Caballero, María del Carmen y Delgado, Sóstenes

- Best poster in the VI International Symposium on Environmental Technology and IV International Symposium on Cleaner Bioprocesses and sustainable development.

- Premio Nacional en Ciencia y Tecnología de Alimentos, en la Categoría Profesional en Ciencia de Alimentos. Industria Mexicana de Coca-Cola y CONACYT. Octubre de 2006.

- Premio Chihuahua 2011. Área Biológicas. Con el proyecto “Búsqueda y estudio de compuestos con potencial farmacológico antituberculoso presente en aceites esenciales”. En coautoría con Sergio Andrade Ochoa, Blanca Estela Rivera Chavira, León R. Hernández Ochoa, Luz María Rodríguez González.

- Reconocimiento Chihuahuense Destacada 2016 por parte del Instituto CHihuahuense de la Mujer y el Gobierno del Estado de Chihuahua por sus contribuciones y trayectoria en el fomento de la ciencia, la tecnología y la innovación.

## Comisiones
- Nombramiento como Secretaria Académica, representante de la Universidad Autónoma de Chihuahua ante la Red de Educación Abierta y a Distancia del Noroeste (READIN), dentro del Consejo Regional del Noroeste.

2000
- Integrante de la Comisión de Reforma Académica y Flexibilidad Curricular de la Facultad de Ciencias Químicas.

2000 – a la fecha
- Secretaría de Investigación y Posgrado de la Facultad de Ciencias Químicas de la Universidad Autónoma de Chihuahua.

2010 - 2016
- Vicepresidente del Consejo Directivo Nacional de la Asociación Mexicana de Ciencias de los Alimentos.

2009 - 2011
- Presidente del Consejo Directivo Nacional de la Asociación Mexicana de Ciencias de los Alimentos.

2011 - 2013